# بوگدانوویچ ۱۲۶۸۰
سیارک ۱۲۶۸۰ (به انگلیسی: 12680 Bogdanovich، نامگذاری:1981JR2) دوازده هزار و ششصد و هشتادمین سیارک کشف شده‌است که در ۶ مه ۱۹۸۱ کشف شد.
قدر مطلق سیارک برابر ۱۴.۱ است.